# Harutzim
Harutzim (en hebreo: חרוצים‎, Diligentes) es un asentamiento comunitario que está situado en el Distrito Central de Israel. Ubicado en la Llanura de Sharón, cerca de Ra'anana, pertenece a la jurisdicción del Concejo Regional Hof HaSharon. El pueblo fue fundado en 1951. En 2008 tenía una población de 720 habitantes.
- Datos: Q2916531
- Multimedia: Harutzim / Q2916531